# Rubiacós
Rubiacós (llamada oficialmente Santa Cruz de Rubiacós) es una parroquia y un lugar del municipio español de Nogueira de Ramuín, en la provincia de Orense, Galicia.

## Organización territorial
La parroquia está formada por cinco entidades de población, constando cuatro de ellas en el nomenclátor del Instituto Nacional de Estadística español:
- Cortecadela
- Espartedo
- Picornio
- Rubiacós
- Santa Cruz

## Demografía

### Parroquia
| Gráfica de evolución demográfica de Rubiacós (parroquia) entre 2000 y 2023 |
|                                                                            |
| Datos según el nomenclátor publicado por el INE.                           |

### Lugar
| Gráfica de evolución demográfica de Rubiacós (lugar) entre 2000 y 2023 |
|                                                                        |
| Datos según el nomenclátor publicado por el INE.                       |